# 三ヶ島 (所沢市)
三ヶ島（みかじま）は、埼玉県所沢市の町名。現行の行政地名は三ヶ島一丁目から五丁目。郵便番号は 359-1164。

## 地理
所沢市内の西部、三ヶ島地区に所属する。
狭山湖の北側に位置し、近隣の西狭山ヶ丘、若狭、北野、上山口、勝楽寺、堀之内、糀谷、林と隣接する。
地区内を埼玉県道・東京都道179号所沢青梅線、埼玉県道223号狭山ヶ丘停車場線が通過し、砂川堀都市用水路が流れている。また柳瀬川支流で荒川水系の東川は地内を水源に北東へと流れている。

### 河川
- 砂川堀

橋梁
- 寺山橋（三ヶ島文教通り）ほか

- 東川

橋梁
- 八幡橋
- 下田橋（埼玉県道179号）
- 狭山湖橋（狭山湖通り）

## 歴史
後述（#史跡）の発掘調査により旧石器時代の氷期にも人が住んだ形跡が確認されている。
旧入間郡三ヶ島村の村域であった。
- 1889年（明治22年）4月1日 - 町村制施行に伴い、三ヶ島村、三ヶ島堀之内村、糀谷村、林村が合併し、三ヶ島村の大字三ヶ島となる。
- 1950年（昭和25年） - 大字三ヶ島の一部が分離され、大字和ヶ原の一部となる[5]
- 1955年（昭和30年）4月1日 - 三ヶ島村が所沢市へ編入され、所沢市の大字となる。
- 1977年（昭和52年）8月1日 - 町名整備により、大字三ヶ島の一部が狭山ヶ丘[6][7]および若狭[8][5]の各一部となる。
  - 11月1日 - 町名整備により、大字三ヶ島の一部が東狭山ヶ丘[9][10]および西狭山ヶ丘[11][12]の各一部となる。
- 1978年（昭和53年）
  - 7月1日 - 大字三ヶ島の一部が分離され、和ヶ原（和ヶ原一〜三丁目）[6][5]および林[11]の各一部となる。
  - 10月1日 - 町名地番整備により、大字三ヶ島、大字糀谷、大字北野の各一部から三ヶ島一〜五丁目が成立する[9][13]。また、大字三ヶ島の一部が堀之内[9]および糀谷[6]の各一部となる。これにより大字三ヶ島は消滅する。

### 地名の由来
「三ヶ島」は中世以前から伝わる呼称で、かつてこの地に人が住み始めた当初に形成された3つの小集落を島に見立てたことに由来する。

## 世帯数と人口
2017年（平成29年）9月30日現在の世帯数と人口は以下の通りである。
| 丁目         | 世帯数    | 人口    |
| ------------ | --------- | ------- |
| 三ヶ島一丁目 | 359世帯   | 926人   |
| 三ヶ島二丁目 | 195世帯   | 480人   |
| 三ヶ島三丁目 | 268世帯   | 719人   |
| 三ヶ島四丁目 | 427世帯   | 1,016人 |
| 三ヶ島五丁目 | 693世帯   | 1,568人 |
| 計           | 1,942世帯 | 4,709人 |

## 小・中学校の学区
市立小・中学校に通う場合の学区（校区）は以下の通り
| 町丁   | 番・番地  | 小学校                     | 中学校                               |
| ------ | --------- | -------------------------- | ------------------------------------ |
| 三ヶ島 | 広域      | 所沢市立三ヶ島小学校       | 所沢市立三ヶ島中学校                 |
| 三ヶ島 | 4丁目一部 | 所沢市立若狭小学校（若狭） | 所沢市立狭山ヶ丘中学校（東狭山ヶ丘） |

## 交通

### 鉄道
地内に鉄道は敷設されていない。最寄駅は、北東に西武池袋線･狭山ヶ丘駅、また南東に西武狭山線/山口線･西武球場前駅。

### 道路
- 埼玉県道・東京都道179号所沢青梅線
- 埼玉県道223号狭山ヶ丘停車場線
- 市道「三ヶ島文教通り」
- 市道「浅間山通り」
- 市道「狭山湖通り」

交差点
| - 西狭山ヶ丘1丁目 - 若狭3丁目 | - 三ヶ島中学校前 - 三ヶ島農協前 | - 早稲田大学入口 - 大日堂 | - 八幡神社前 - 狭山湖入口 |

### バス
地内のバス停留所および系統･路線名は以下の通り。
| 西武バス - 「小手03」系統 - 狭山ヶ丘住宅入口 - 金井ヶ原入口 - 三ヶ島中学校 - 三ヶ島小学校 - 「小手03」･「小手06」系統 - JA三ヶ島支店 - 堀之内 - 「小手02」･「小手06」･「小手07」系統 - 芸術総合高校 - 大日堂 - 「小手02」系統 - 早稲田大学 | ところバス - 西路線 - 三ヶ島保育園 - JA三ヶ島支店北 - 三ヶ島小学校 - 三ヶ島中学校 - 三ヶ島公民館 - 芸術総合高校 - 大日堂 |

## 寺社・史跡
寺院
- 妙善院 - 曹洞宗の寺院。狭山三十三観音霊場第33札所（結願時）。武蔵野三十三観音霊場第14番札所。
- 宝玉院 - 真言宗豊山派 - 木造大日如来坐像は所沢市指定文化財[17]。
- 常楽院 - 真言宗豊山派
- 慈眼庵 - 狭山三十三観音霊場第32札所。

神社
- 三ヶ島稲荷神社 - 境内に「大日堂･湯殿神社 跡地」の石碑がある。
- 三ヶ島八幡神社 - 境内に湯殿神社、八雲神社が祀られ、また半鐘付きの火の見櫓が立っている。
- 金山神社 - 白塗りの木製明神鳥居が立つ。
- 秋葉神社
- 三ヶ島中氷川神社

史跡
- 砂川遺跡 - 後期旧石器時代の遺跡[18]。

ナイフ形石器などの出土品は国の重要文化財に指定され、明治大学博物館に所蔵されている。
- 旧和田家住宅（クロスケの家、古民家郷土資料展示） - 国の登録有形文化財。

## 公園・緑地
- 三ヶ島東公園[20]
- 砂川遺跡都市緑地[20][21]
- 和幸の森（保全緑地）[22]

## 施設
教育
- 所沢市立三ヶ島小学校[23]
- 所沢市立三ヶ島中学校
- 埼玉県立芸術総合高等学校
- 早稲田大学所沢キャンパス[24]

保育
- 所沢市立三ヶ島保育園[25]
- 私立あかね保育園[26]
- 私立なかよし保育園[27]
- なかよし保育園子育て支援センター[28]
- 私立三ヶ島幼稚園[29]
- 私立所沢ひまわり幼稚園[29]

公共
- 三ヶ島まちづくりセンター[30] - 公民館･市役所出張所
  - 三ヶ島葭子資料室[31]（三ヶ島まちづくりセンター1階）
- 所沢市立こあふる - 障害者福祉施設

商業
- JAいるま野 三ヶ島支店 - 旧三ヶ島村役場[32]
- 所沢三ヶ島郵便局